# Boswellia globosa
Boswellia globosa är en tvåhjärtbladig växtart som beskrevs av Mats Thulin. Boswellia globosa ingår i släktet Boswellia och familjen Burseraceae. Inga underarter finns listade i Catalogue of Life.